# Kajmany na Mistrzostwach Świata w Lekkoatletyce 2013
Reprezentacja Kajmanów na Mistrzostwach Świata w Lekkoatletyce 2013 liczyła 1 zawodnika.

## Występy reprezentantów Kajmanów
| Konkurencja            | Zawodnik    | Runda 1  | Runda 1 | Półfinał | Półfinał | Finał    | Finał   |
| Konkurencja            | Zawodnik    | Rezultat | Pozycja | Rezultat | Pozycja  | Rezultat | Pozycja |
| ---------------------- | ----------- | -------- | ------- | -------- | -------- | -------- | ------- |
| Bieg na 100 m mężczyzn | Kemar Hyman | DSQ      | DSQ     | NQ       | NQ       | NQ       | NQ      |